# Kevin Thomson
Kevin Thomson (ur. 14 października 1984 w Edynburgu) – szkocki piłkarz występujący na pozycji środkowego pomocnika w Middlesbrough.

## Kariera klubowa

### Hibernian
Pierwszym klubem Thomsona było Peebles Thistle, grające we Wschodnim Regionie Ligi Młodzieżowej. Przed podpisaniem profesjonalnego kontraktu z Hibernian grał w drużynie z Edynburga – Hutchison Vale. Jego zawodowa kariera piłkarska zaczęła się właśnie w drużynie ze Scottish Premier League – Hibernian FC, do której dołączył w 2003 roku. W Hibs Kevin Thomson tworzył młody trzon zespołu wraz z obecnym kolegą z Rangers Stevenem Whittakerem, a także Derekiem Riordanem (Celtic F.C. – obecnie znów Hibernian), Scottem Brownem (Celtic F.C.) oraz Garrym O’Connorem (Birmingham City). Już w pierwszym sezonie stał się podstawowym zawodnikiem pierwszej jedenastki, jednak pod koniec sezonu 2003/04 nabawił się groźnej kontuzji więzadeł bocznych w kolanie w meczu przeciwko Patrick Thistle, co spowodowało, że nie grał w piłkę przez prawie rok. W sezonie 2004/05 wystąpił tylko w 4 spotkaniach.
W sezonie 2005/06 Thomson zaliczył imponujący powrót po kontuzji, stając się jednym z najważniejszych zawodników The Cabbage. Jego świetne występy zaowocowały nowym kontraktem ważnym do 2010 roku. Po odejściu Gary’ego Caldwella do Celtów został wybrany na kapitana drużyny przez trenera Tonyego Mowbraya. Pomimo podpisania długoterminowego kontraktu z Hibs, prasa spekulowała na temat odejścia Thomsona do silniejszego klubu. 31 sierpnia 2006 Bolton złożył ofertę za Thomsona, która jednak została odrzucona przez zarząd Hibernian.
Spekulacje transferowe nasiliły się po tym jak Thomson zatrudnił Williego McKaya jako swojego agenta. McKay zażądał od Hibs, aby zaoferowali jego klientowi wynagrodzenia współmiernego z kwotą żądaną przez Hibernian za transfer Thomsona. Hibernian odrzuciło żądania agenta, uzasadniając swoją decyzję tym, że tego rodzaju wynagrodzenie zaburzyłoby strukturę finansową klubu.
30 października 2006 tym razem Charlton Athletic złożyło ofertę za Thomsona i Browna, która ponownie została odrzucona. Ta sytuacja wzbudziła kontrowersje, gdyż Thomson i Brown chcieli wiedzieć, dlaczego nie są informowani o ofercie przed jej odrzuceniem. Thomson został zdjęty z roli kapitana zespołu na rzecz Roba Jonesa. Jednocześnie Kevin Thomson został poinformowany przez swojego trenera Johna Collinsa, żeby skupił się na grze, gdyż jego forma podupadła przez zamieszanie wokół jego transferu.

### Rangers
Thomson został ostatecznie zakupiony 30 stycznia 2007 przez inny szkocki klub – Rangers za 2 mln £. Zaledwie dwa miesiące później przyszły menedżer The Gers Walter Smith skrytykował Thomsona za występy, sugerując mu, żeby był bardziej odpowiedzialny. Kevin Thomson zaliczył swój debiut w barwach Rangersów w wygranym 3–1 meczu z Kilmarnock.
Thomson ustabilizował swoją formę i stał się podstawowym zawodnikiem pierwszej jedenastki w Rangers. Swoje pierwsze trafienie odnotował w Old Firm 29 marca 2008. Swojego pierwszego gola w Scottish Premier League strzelił w doliczonym czasie gry w meczu przeciwko Dundee United na Ibrox Park. Był to gol wyrównujący wynik spotkania. W wygranym przez Rangers meczu na Rugby Park przeciwko Kilmarnock FC (4–0), Thomson nabawił się groźnej kontuzji, która wyeliminowała go z gry do końca sezonu 2008/09.

### Middlesbrough
16 lipca 2010 przeszedł do Middlesbrough za kwotę dwóch milionów funtów.

## Kariera reprezentacyjna
Thomson zaliczył swój debiut w barwach reprezentacji Szkocji w bezbramkowo zremisowanym meczu przeciwko Irlandii Północnej 20 sierpnia 2008 roku.

## Trofea
- Puchar Szkocji – 2008 z Rangers
- Puchar Ligi Szkockiej – 2008 z Rangers